# Lijst van ganzenrassen
Dit is een lijst van gedomesticeerde ganzenrassen. Vanuit twee ganzensoorten, de Grauwe gans en de Zwaangans zijn er wereldwijd meerdere gedomesticeerde rassen ontstaan. Het gaat om vaak oude ontwikkelde rassen die gefokt werden en worden om vlees, eieren en/of veren. Enkele rassen werden in het verleden ook gebruikt bij ganzengevechten. Ook worden ze gebruikt als erfbewakers op de boerderij.

## Ganzenrassen afkomstig van de Grauwe Gans
| Rasnaam                                        | herkomst                        | originele naam         | gegevens | afbeelding |
| ---------------------------------------------- | ------------------------------- | ---------------------- | --- | ---------- |
| Amerikaanse Buffgans                           | Verenigde Staten                | American Buff Goose    | geelbruin, gekuifd, 7-8 kg |            |
| Baskische gans                                 | Spanje                          | Euskal Antzara         | grijsbruin, 6-9 kg |            |
| Beierse landgans                               | Duitsland                       | Bayerische Landgans    | grijs, grijsgevlekt of wit, 5-7 kg                                                                                                 |            |
| Benkov gans                                    | Saint-Barthélemy                | Бяла Бенковска гъска   | wit, 4-7 kg |            |
| Bourbonnaisgans                                | Frankrijk                       | Blanche de Bourbonnais | wit, 7-10 kg |            |
| Boerengans                                     | Nederland                       | Witte boerengans       | wit, 7-10 kg |            |
| Brecon buffgans                                | Verenigd Koninkrijk             | Brecon Buff Goose      | bruingeel, roze snavel en poten, 6-9 kg                                                                                            |            |
| Celler gans                                    | Duitsland                       | Celler Gans            | licht bruingrijs, 4-6,5 kg |            |
| Cotton Patch                                   | Verenigde Staten (zuidoosten)   | Cotton Patch goose     | bont of wildkleur, roze poten en snavel, 3,5-5 kg                                                                                  |            |
| Deense landgans                                | Denemarken                      | Dansk landgås          | gruisbruin of grijsbruin met wit gevlekt, oranje snavel en poten, 5-6 kg                                                           |            |
| Emdener gans                                   | Duitsland                       | Emder Gans             | wit met oranje snavel, 10-12 kg |            |
| Faeröerse gans                                 | Faeröer                         | Føroyska Gásin         | bont, 4-5,5 kg |            |
| Frankische landgans                            | Duitsland                       | Fränkische Landgans    | blauwgrijze grondkleur met witte buik, 4-6 kg                                                                                      |            |
| Normandische gans                              | Frankrijk                       | Oie normande           | mannetje wit en vrouwtje grauw(bont), snavel geelbruin, soms kuif, 4,5-5,5 kg                                                      |            |
| Öland gans                                     | Zweden                          | Ölandsgås              | bruin met wit bontgekleurd, oranje snavel en poten. 4 - 5,5 kg                                                                     |            |
| Pelgrimgans (syn. Australische kolonistengans) | Verenigde Staten                | Pilgrim goose          | mannetjes wit met blauwe ogen, vrouwtjes licht bruingrijs met evt. wit gezicht, beide geslachten, oranje poten en snavel, 5,5-8 kg |            |
| Pommerse gans (syn. Rügengans)                 | Duitsland                       | Pommerngans            | 3 kleurslagen - wit, wildkleur en bont, snavel en poten oranjerood, 7-8 kg.                                                        |            |
| Romaanse gans (syn. Romaanse kuifgans)         | Italië                          | Oca Italiano           | wit, oranje snavel en poten, soms kuifje op kop, 4,5-5,5 kg                                                                        |            |
| Sebastopol (syn. Krulveergans)                 | Rusland                         | Севастопольский Гусь   | wit, grijs of buff, oranje snavel en poten, lange gekrulde veren, 4,5-7kg                                                          |            |
| Shetland gans                                  | Verenigd Koninkrijk (Schotland) | Shetland goose         | mannetje wit en vrouwtje grijs met witte onderkant, 5-6 kg                                                                         |            |
| Steinbacher gans                               | Duitsland                       | Steinbacher Kampfgans  | blauwgrijze wildkleur, 4,5 - 6,5 kg                                                                                                |            |
| Toulouse gans                                  | Frankrijk                       | Oie de Toulouse        | grauwbruin met wit onderlijf en staartdekveren, oranje poten. 8-10 kg.                                                             |            |
| Tsjechische gans                               | Tsjechië                        | Ceská husa             | wit, soms kuifje, 3,5-6,5 kg |            |
| Tula gans                                      | Rusland                         | Tульская бойцовая      | bruin met witte buik, snavel geelbruin gestreept, oranjegele poten, 4 - 5,5 kg                                                     |            |
| Twentse landgans                               | Nederland                       | Twentse landgans       | wit of wit met grijsbeige vlekken, 4-6 kg                                                                                          |            |
| Vištinės gans                                  | Litouwen                        | Vištinės žąsys         | wit met oranje poten en snavel, 5-7 kg                                                                                             |            |
| Vlaamse gans                                   | België                          | Vlaamse gans           | bont, oranje snavel, 4-6 kg |            |
| West of England gans                           | Verenigd Koninkrijk             | West of England goose  | wit of bont, blauwe ogen, oranje snavel, 6-9 kg                                                                                    |            |

## Ganzenrassen afkomstig van deZwaangans
| Rasnaam             | herkomst | originele naam | gegevens                                             | afbeelding |
| ------------------- | -------- | -------------- | ---------------------------------------------------- | ---------- |
| Chinese knobbelgans | China    | Huoyan         | bruin of wit, oranje snavel met neusknobbel, 5-10 kg |            |

## Ganzenrassen ontstaan uit kruisingen van deGrauwe gansen deZwaangans
| Rasnaam                | herkomst  | originele naam | gegevens                                                         | afbeelding |
| ---------------------- | --------- | -------------- | ---------------------------------------------------------------- | ---------- |
| Afrikaanse knobbelgans | China     |                | Meestal wildkleur, zwarte snavel, keelwam en neusknobbel, 8-9 kg |            |
| Steinbacher vechtgans  | Duitsland |                |                                                                  |            |
| Holmogorskigans        | Rusland   | Cholmogory     | wit, keelwam en neusknobbel, 7-8 kg                              |            |